# Robert B. Parker
Robert Brown Parker (ur. 17 września 1932 w Springfield, zm. 18 stycznia 2010 w Cambridge w stanie Massachusetts) – amerykański pisarz powieści kryminalnych. Bohaterem większości jego powieści jest prywatny detektyw Spenser.
Inną postacią stworzoną przez Parkera jest policjant Jesse Stone, który jest bohaterem dziewięciu książek napisanych przez Parkera. Serię kontynuuje Michael Brandman, a część została sfilmowana.

## Twórczość (przekłady polskie)
- The Godwulf Manuscript (1973) – wyd. pol. Manuskrypt z Godwulf, Petra 1992, tłum. Hanna Górecka
- Chance (1966) – wyd. pol. Szansa, Libros 2000, tłum. Jan Kraśko
- Poodle Springs (dokończenie powieści Raymonda Chandlera, 1989) – wyd. pol. Tajemnice Poodle Springs, Prószyński i S-ka 2001, tłum. Wacław Niepokólczycki
- Perchance to Dream (1991) – wyd. pol. Wielkie marzenie, C&T 1997, tłum. Anna Kleszczyńska-Babroch
- Night Passage (1997) – wyd. pol. Droga przez noc, Libros 2000, tłum. Jan Kraśko
- Sudden Mischief (1998) – wyd. pol. Przekręt, Libros 2000, tłum. Jan Kraśko
- Potshot (2001) – wyd. pol. Na chybił trafił, ISA 2006